# Muvattupuzha
Muvattupuzha là một thành phố và khu đô thị của quận Ernakulam thuộc bang Kerala, Ấn Độ.

## Nhân khẩu
Theo điều tra dân số năm 2001 của Ấn Độ, Muvattupuzha có dân số 29.230 người. Phái nam chiếm 49% tổng số dân và phái nữ chiếm 51%. Muvattupuzha có tỷ lệ 84% biết đọc biết viết, cao hơn tỷ lệ trung bình toàn quốc là 59,5%: tỷ lệ cho phái nam là 85%, và tỷ lệ cho phái nữ là 82%. Tại Muvattupuzha, 11% dân số nhỏ hơn 6 tuổi.